# Conigephyra citrona
Conigephyra citrona är en fjärilsart som beskrevs av Erich Martin Hering 1926. Conigephyra citrona ingår i släktet Conigephyra och familjen tofsspinnare. Inga underarter finns listade i Catalogue of Life.